# Enrique José O'Donnell
Enrique José O'Donnell y Anatar, conte di La Bisbal (San Sebastián, 1769 – Montpellier, 17 maggio 1834), è stato un generale spagnolo di origine irlandese che combatté nella guerra d'indipendenza spagnola..

## Biografia
Discendeva dalla dinastia O'Donnell che lasciò l'Irlanda dopo la battaglia del Boyne, Membro del ramo della famiglia che si insediò in Austria, il generale Karl O'Donnell conte di Tyronnel (1715–1771) assunse importanti incarichi di comando durante la guerra dei sette anni Il padre di Enrique era Joseph O'Donnell (1722–1787), colonnello del reggimento spagnolo Irlanda e tenente generale dell'esercito spagnolo, mentre la madre era Mariana de Anethan y Mareshal, del Lussemburgo.
Nato in Spagna, si arruolò presto nell'esercito spagnolo. Nel 1810 divenne generale e ricevette un incarico di comando in Catalogna, dove l'anno prima si era guadagnato il grado di maresciallo di campo.
Nel 1811 fu nominato capitano generale di Valencia, e tra il 22 gennaio 1812 ed il 7 marzo 1813 fu membro del III consiglio di reggenza.
In seguito ottenne importanti incarichi da Ferdinando VII di Spagna.
Gli eventi del 1823 lo obbligarono a fuggire in Francia a Limoges, dove fu imprigionato. Quando re Ferdinando VII di Spagna morì nel 1834, Enrique intraprese il viaggio di ritorno in Spagna ma morì durante il viaggio a Montpellier.

## Famiglia
O'Donnell era fratello di Carlos O'Donnell y Mareschal, padre del generale e politico Leopoldo O'Donnell y Jorris (duca di Tetuan e conte di Lucena, e padre del tenente generale Enrique O'Donnell y Jorris.